# Hermann Maas (Mediziner)

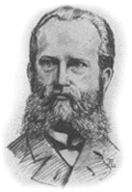
Hermann Maas

Hermann Maas (* 3. Januar 1842 in Stargard in Pommern; † 23. Juli 1886 in Würzburg) war ein deutscher Chirurg und Hochschullehrer.

## Leben
Die Eltern von Hermann Maas waren Daniel Maas und dessen Ehefrau Marianne geborene Klopstock. Er besuchte in seiner Heimatstadt Stargard in Pommern das Gymnasium Groeningianum und erhielt dort 1861 sein Reifezeugnis. Nach dem Abitur studierte Maas Medizin an der Universität zu Greifswald und ab dem 5. Semester an der Schlesischen Friedrich-Wilhelms-Universität Breslau. Er wurde im Corps Borussia Greifswald (1861) und im Corps Silesia aktiv. Er wurde 1865 in Breslau mit der Dissertation De sarcomate melanode zum Dr. med. promoviert, 1866 approbiert und Assistent bei Albrecht Theodor Middeldorpf (1824–1868) an der Chirurgischen Klinik des Allerheiligen-Hospitals in Breslau. 1866 vertrat er den nach Böhmen kommandierten Middeldorpf, folgte ihm dann aber zur Unterstützung bei der Verwundetenversorung und nahm so als Chirurg am Deutschen Krieg teil. Für die Versorgung von über 1000 Verwundeten im Schloss Náchod erhielt er preußischen und österreichische Orden. Über seine kriegchirurgischen Erfahrungen habilitierte er sich 1869. Nach Middeldorpfs Tod wurde dessen Nachfolger Hermann Eberhard Fischer Maas’ Vorgesetzter. Im Jahr 1873 heiratete Hermann Maas eine Nichte von Middeldorpf.
Auch am Deutsch-Französischen Krieg hat er (als Stabsarzt) teilgenommen. Im Jahre 1876 wurde er in Breslau vom Privatdozenten zum außerplanmäßigen Professor ernannt. 1878 folgte er einem Ruf an die Albert-Ludwigs-Universität Freiburg als ordentlicher Professor der Chirurgie.
Bestallt am 10. März 1883 wechselte er als Nachfolger Ernst von Bergmanns an das Juliusspital als Oberwundarzt, königlicher Hofrat und Ordinarius für Chirurgie Julius-Maximilians-Universität Würzburg, wo er am 12. April 1883 in sein Amt eingeführt wurde und bis zu seinem frühen Tod 1886 den chirurgischen Lehrstuhl innehatte. Zudem war auch  als Dekan der Medizinischen Fakultät.
Maas befasste sich auch mit Problemen der Urologie. Als Chirurg setzte er sich besonders für die Asepsis ein. Seine Würzburger Antrittsvorlesung trug den Titel Unterricht an der chirurgischen Klinik mit Betonung der Erziehung zur Antiseptik. Zu seinen Schülern gehörten in Freiburg Julius Scriba, der Professor in Tokio wurde, und in Freiburg und Würzburg sein Assistent und Habilitand Albert Hoffa. Mit 46 Jahren erlag Maas im Anschluss an eine im Sommer 1886 aufgetretene Erkrankung an Pleuritis und Perikarditis, währenddessen ihn sein Assistent Albert Hoffa vertrat, am 23. Juli einer Lungenembolie infolge einer tiefen Beinvenenthrombose. Begraben wurde er auf dem Würzburger Hauptfriedhof. Dass er als Jude zur Welt gekommen, in jungen Jahren aber zum Protestantismus konvertiert war, wussten vor den 1930er Jahren weder sein Schwiegersohn, der Geheime Sanitätsrat und Professor Johannes Müller (Nürnberg), noch der Enkelsohn Hans Karl Müller. Maas’ Nachfolge trat 1886 Karl Schönborn an. Vor und nach Maas war jeweils der von ihm geförderte Ferdinand Riedinger vertretungsweise mit der Leitung der chirurgischen Klinik betraut. Weitere Assistenten an der chirurgischen Klinik unter Maas waren Franz Rotter (1857–1930), der Chefarzt des St. Hedwigskrankenhauses in Berlin wurde, Richard Morion, Gustav Middeldorpf (Sohn von Albrecht Theodor Middeldorpf) und Friedrich Krauss, Co-Assistenten unter anderem Anton Lubbert und Max Jungengel.

„Nicht nur unsere Hochschule hat durch den frühen Hintritt des am Freitag einem langwierigen Leiden erlegenen Professors der Chirurgie, Dr. Hermann Maas, einen schweren Verlust erlitten, die moderne Chirurgie überhaupt verlor mit ihm einen ihrer hervorragendsten Vertreter. Die chirurgische Wissenschaft dankt Maas nicht allein eine Reihe der besten Arbeiten, er war es auch, der durch seine reichen Kenntnisse speciell der pathologischen Anatomie und experimentellen Pathologie den innigen Zusammenhang der Chirurgie mit den anderen Zweigen der Medicin stets gewahrt hat. Mit einer großen Klarheit und Schärfe des Geistes verband sich bei ihm eine meisterhafte Redegewandtheit, die ihn vor Allem befähigte, ein vorzüglicher Lehrer zu sein, und Tausende von dankbaren begeisterten Schülern verkünden seinen Ruhm weit über die Grenzen Deutschlands.“

## Veröffentlichungen (Auswahl)
- Kriegschirurgische Beiträge aus dem Jahre 1866. 1869.[12]
- Zur Casuistik und Therapie der Gehirnabscesse. In: Berliner Klinische Wochenschrift. Berlin 1869.[13]
- Bemerkungen über Theorie und Praxis der Hautüberpflanzung. 1872.[14]
- Über die Regeneration der Röhrenknochen.
- Die Behandlung von Geschwüren mit besonderer Berücksichtigung der Reverdin’schen Transplantation. In: Richard Volkmann (Hrsg.): Sammlung Klinischer Vorträge. Leipzig 1873, S. 386–400.
- Die galvanokaustische Behandlung der Angiome.
- Mittheilungen aus der chirurgischen Klinik in Freiburg. 2 Bände. 1879.
- Die Krankheiten der Harn- und Geschlechtsorgane. In: Franz König: Lehrbuch der Speciellen Chirurgie. Berlin 1875.
- mit Julius Friedrich Cohnheim: Zur Theorie der Geschwulstmetastasen. In: Virchows Archiv. Band 70, 1877.[15]